# Остерсхелдекеринг

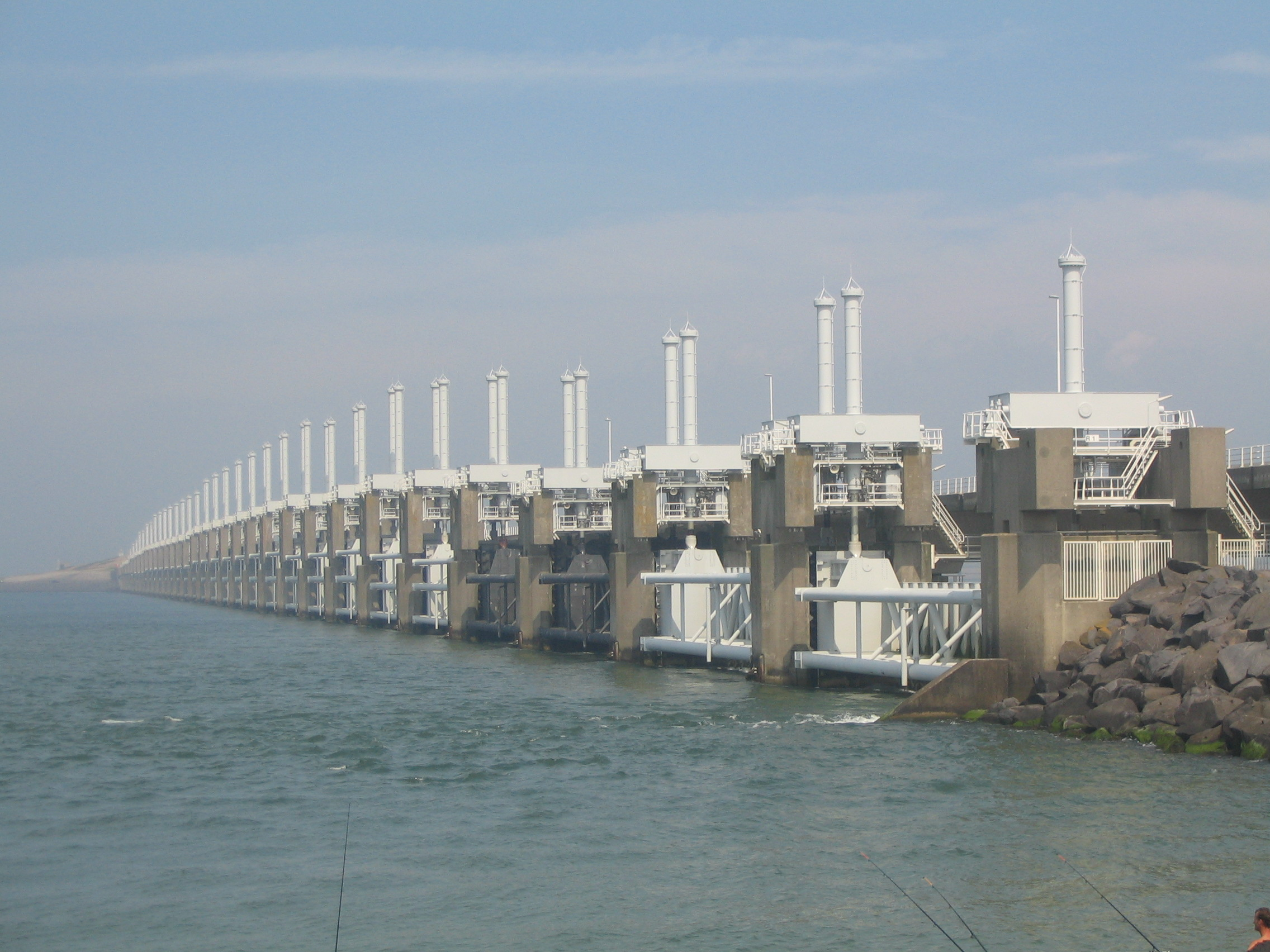
Общий вид Остерсхелдекеринга

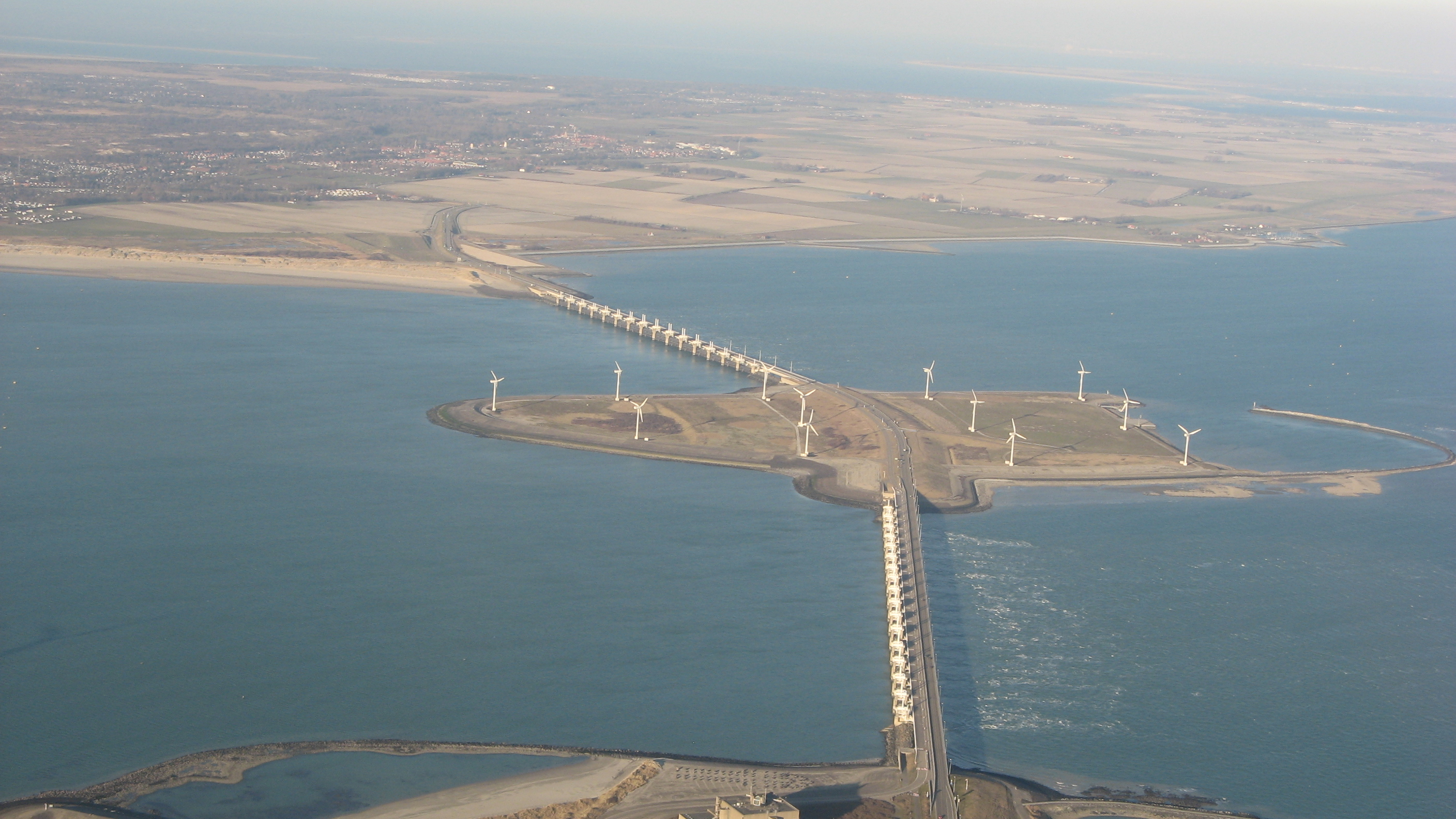
Вид с воздуха

Остерсхелдекеринг (нидерл. Oosterscheldekering) — защитное сооружение в западной части Восточной Шельды между островами Норд-Бевеланд и Схаувен-Дёйвеланд. Предназначено для защиты Нидерландов от наводнений, является крупнейшей из 13 дамб проекта «Дельта», расположенных в дельте Рейна, Мааса и Шельды.
После катастрофического наводнения 1953 года было принято решение отгородить Восточную Шельду дамбой, полностью закрыв её от моря. В 1967 году началось возведение трёх искусственных островов. Однако в таком варианте бывший эстуарий реки Шельда превратился бы в пресноводное озеро, что полностью бы перекроило его экосистему. Под давлением защитников окружающей среды, а также рыбаков дамба закончена не была, поскольку при полном закрытии залива от моря сильно пострадала бы местная рыболовецкая отрасль. Рыбалка всегда являлась крупнейшим источником дохода для таких деревень, как Ирсеке и Брёйниссе, в которых люди занимались разведением устриц с 1870 года.
Для того, чтобы оставить Восточную Шельду открытой, нужно было или возвести 150 км укрепляющих берега дамб или, как и было решено в 1975 году, возвести штормовой барьер длиной 4 км с боковыми дамбами длиной 5 км. Работы начались в апреле 1976 года и были завершены в июне 1986 года, хотя дорога по дамбе была проложена лишь в ноябре 1987 года. Для упрощения процесса строительства посередине эстуария был насыпан остров Нелтье-Янс, позже использованный как образовательный центр для посетителей и база технического обслуживания плотины. Конечная стоимость штормового барьера составила 2,5 млрд евро (в пересчёте на современные деньги), официальное открытие состоялось 4 октября 1986 года в присутствии королевы Нидерландов Беатрикс.
Четырёхкилометровая секция плотины имеет огромные шлюзовые механизмы, обычно открытые, но закрываемые при неблагоприятных погодных условиях. Барьер состоит из 65 бетонных колонн высотой 35-38,75 м и весом 18 тыс. тонн каждая. На колонны крепятся стальные ворота (62 створки) шириной по 42 м.